# Lijnderbrug
De Lijnderbrug is een ophaalbrug tussen de Amsterdamse Baan (T106) in Lijnden (gemeente Haarlemmermeer) in de provincie Noord-Holland en de Ookmeerweg (s106) in Amsterdam Nieuw-West. De brug overspant, op meer dan 4 meter hoogte, de Ringvaart van de Haarlemmermeerpolder en de Akerdijk, 500 meter ten zuidoosten van het Gemaal De Lynden.
De brug is ook de verbinding tussen enerzijds Badhoevedorp, het bedrijventerrein Airport Business Park Lijnden (Lijnden-Oost) en de Rijksweg A9 en de provinciale weg Schipholweg (N232) en anderzijds Osdorp en de wijk De Aker.
De brug is voorzien van geluidsschermen om overlast voor bewoners van de Akerdijk te verminderen.
Naast de rijbanen voor auto's is er een gescheiden fietspad, dat deel uitmaakt van het fietsroutenetwerk tussen Schiphol, Badhoevedorp, Lijnden en Osdorp.

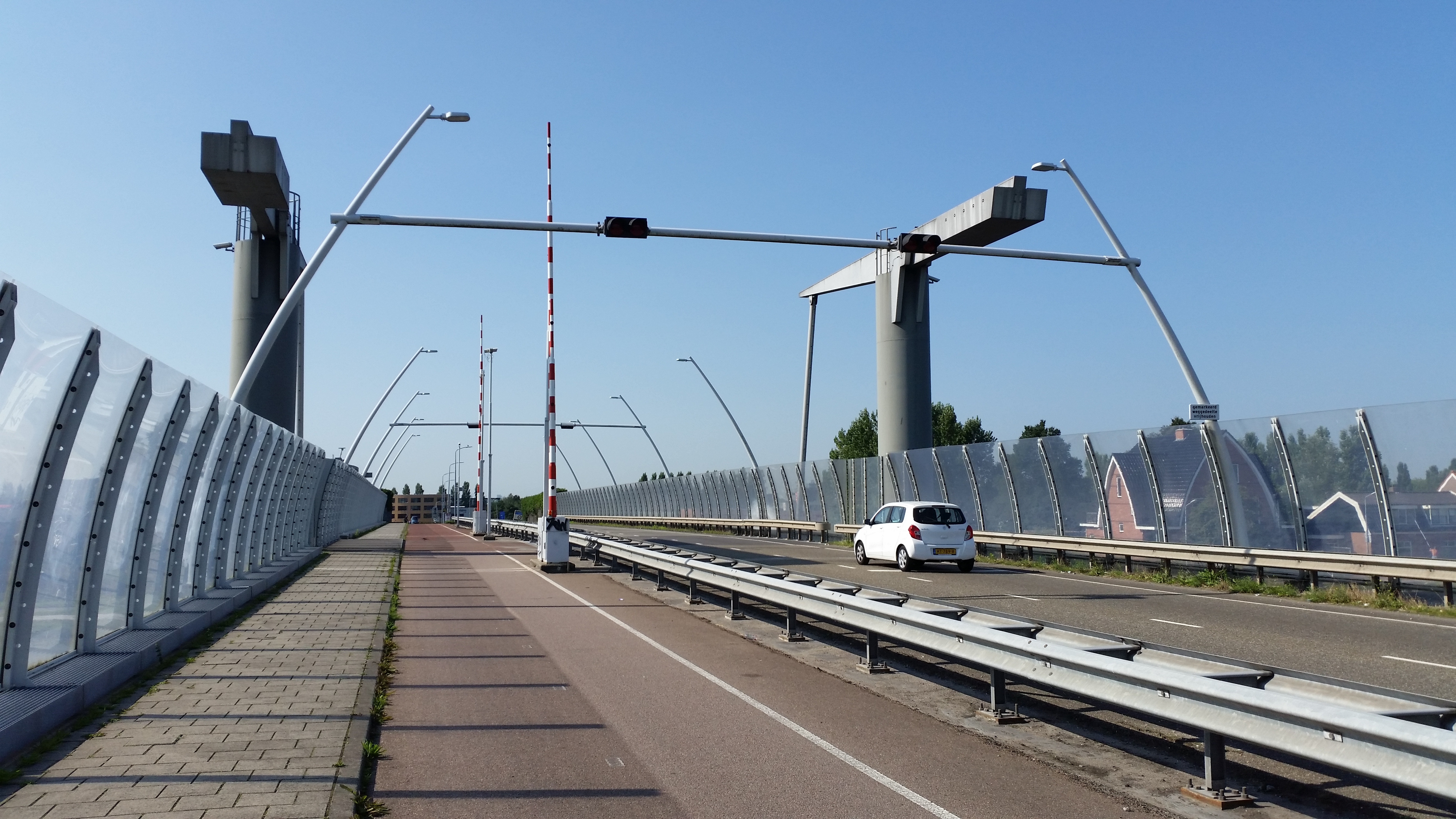
Lijnderbrug 2018 vanaf de weg